# Guerra indo-pakistaní de 1947
La guerra indo-pakistaní de 1947-1948, también conocida como la primera guerra de Cachemira, fue una guerra librada entre India y Pakistán por el Estado principesco de Jammu y Cachemira entre 1947 y 1948. Fue la primera de cuatro guerras indo-pakistaníes entre las dos naciones recién independizadas. Pakistán precipitó la guerra pocas semanas después de su independencia al desplegar milicias tribales desde Waziristán, en un intento por capturar Cachemira y evitar la posibilidad de que su gobernante se uniera a la India.
Hari Singh, el maharajá de Jammu y Cachemira, se enfrentaba a un levantamiento de sus súbditos musulmanes en Punch y perdió el control en partes de los distritos occidentales. El 22 de octubre de 1947, las milicias tribales pastunes de Pakistán cruzaron la frontera del Estado. Estas milicias tribales locales y fuerzas irregulares pakistaníes avanzaron para tomar la capital, Srinagar, pero al llegar a Baramulla, comenzaron a saquear y se estancaron. El maharajá Hari Singh solicitó ayuda a la India, y esta le fue ofrecida, pero sujeta a la firma de la incorporación de ese Estado a la India.
La guerra fue inicialmente librada por las Fuerzas Estatales de Jammu y Cachemira y por milicias de las áreas tribales fronterizas adyacentes a la Provincia de la Frontera Noroeste. Tras la adhesión del Estado a la India el 26 de octubre de 1947, las tropas indias fueron trasladadas por aire a Srinagar, la capital del estado. Los comandantes británicos inicialmente rechazaron la entrada de tropas pakistaníes en el conflicto, argumentando la adhesión del Estado a la India. Sin embargo, más tarde en 1948, cedieron y los ejércitos de Pakistán entraron en la guerra poco después. Los frentes se solidificaron gradualmente a lo largo de lo que más tarde se conoció como la Línea de control. Se declaró un alto el fuego formal efectivo el 1 de enero de 1949. Numerosos analistas afirman que la guerra terminó en un punto muerto, sin que ninguna de las partes obtuviera una victoria clara. Otros, sin embargo, afirman que la India salió victoriosa porque obtuvo con éxito la mayoría del territorio en disputa.

## Antecedentes

La partición de la India y el movimiento de refugiados

Antes de 1815, el área ahora conocida como "Cachemira" era denominada los "Estados Panjab" y estaba compuesta por 22 pequeños Estados independientes circundados por los territorios controlados por el emir de Afganistán y gobernantes locales. Tal situación se mantuvo desde el año 900, en la época del sultán Mehmood Ghaznavi hasta la época del emir de Afganistán Ahmad Shah Durrani, nacido en Multan, al sur de Panyab. Desde 1757, fue gobernada por el Imperio mogol hasta 1857, cuando fue anexionado al Raj británico. Tras la Rebelión de la India de 1857.
Estos pequeños Estados eran gobernados por los reyes Rajput que había jurado lealtad al Imperio mogol. De hecho, conformaban una fuerza importante del Imperio mogol y habían luchado en muchas batallas en apoyo de los mogoles, en particular, contra los sijs. Tras la llegada de la Compañía Británica de las Indias Orientales y la subsecuente caída del Imperio mogol, el poder de los Estados de Panjab empezó a declinar. Por tanto, se convirtieron en un blanco fácil para el líder sij Ranjit Singh y se fusionaron en un solo Estado llamado el Estado de Jammu.
En total, 22 Estados (16 hindúes y 6 musulmanes) formaron el Estado de Jammu tras la conquista del rajá Ranjit Singh en 1820. De estos 6 Estados musulmanes, dos (Kotli y Punch) fueron gobernados por mangrals, dos (Bimber y Khari-Khariyala) por chibs, una (Rajouri) por los jarrals y uno (Khashtwar) por los khashtwaria.

## Desarrollo

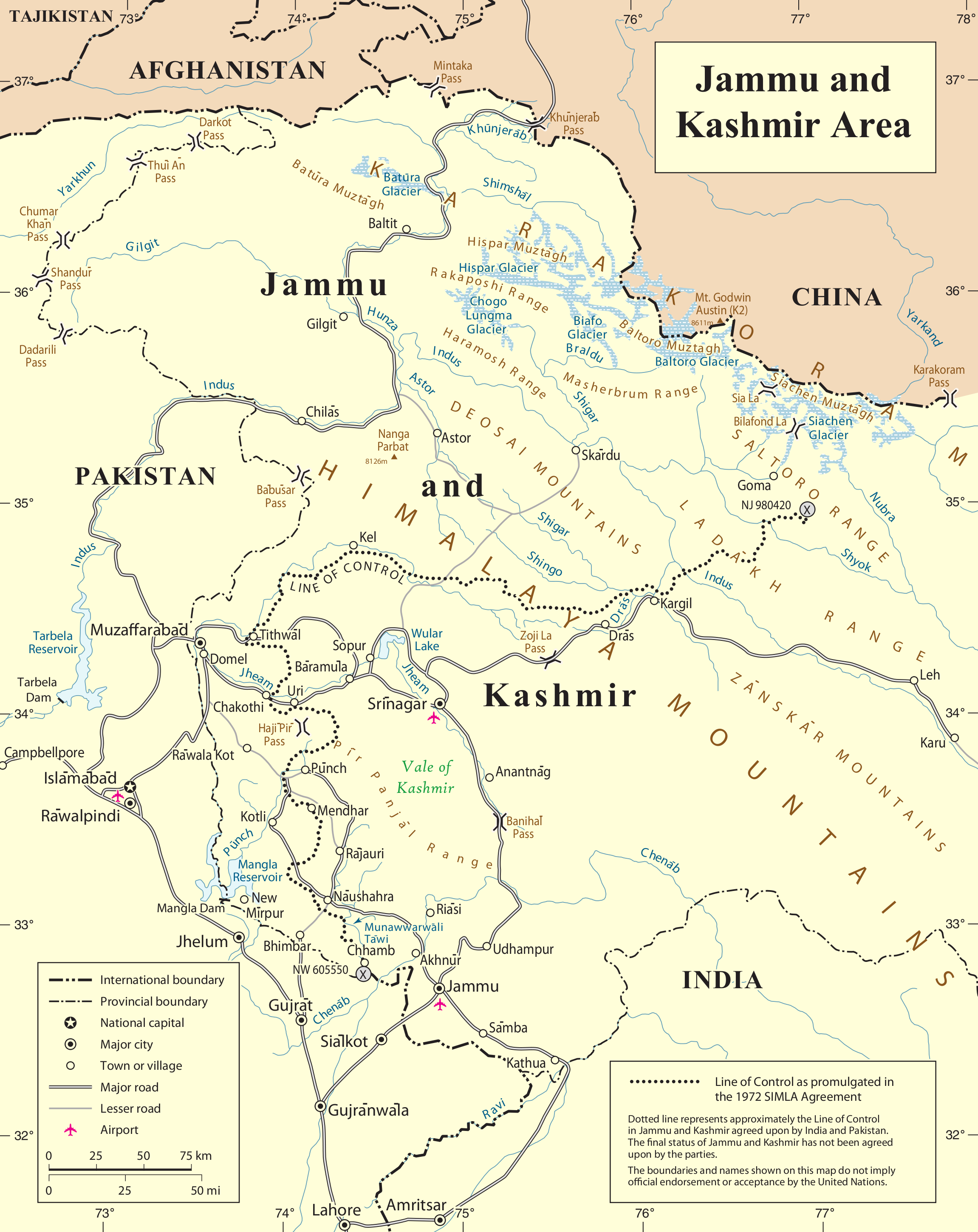
La línea de control entre India y Pakistán acordada en el Acuerdo de Simla (Mapa de la ONU)

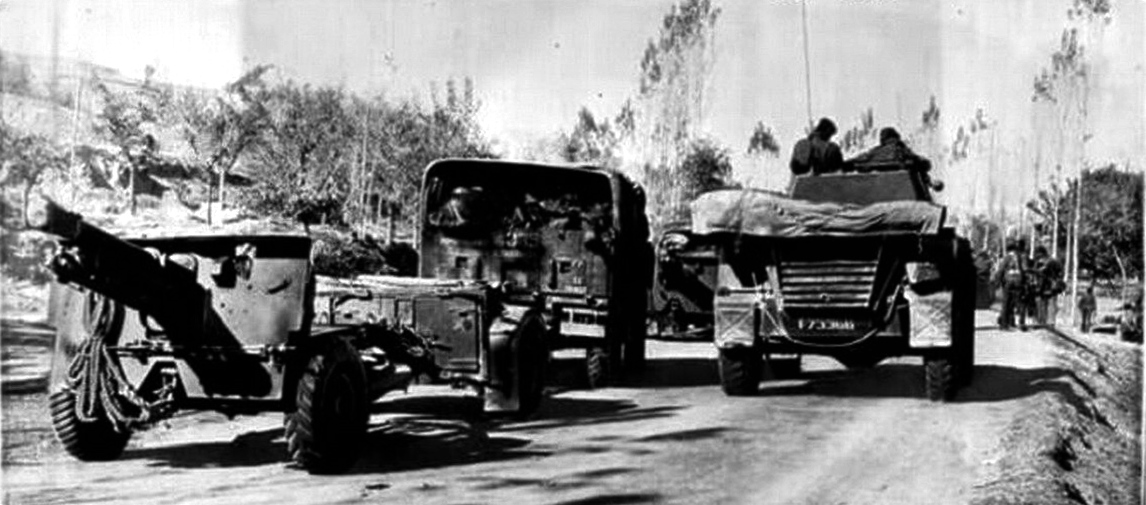
Un convoy del ejército paquistaní avanza en Cachemira.

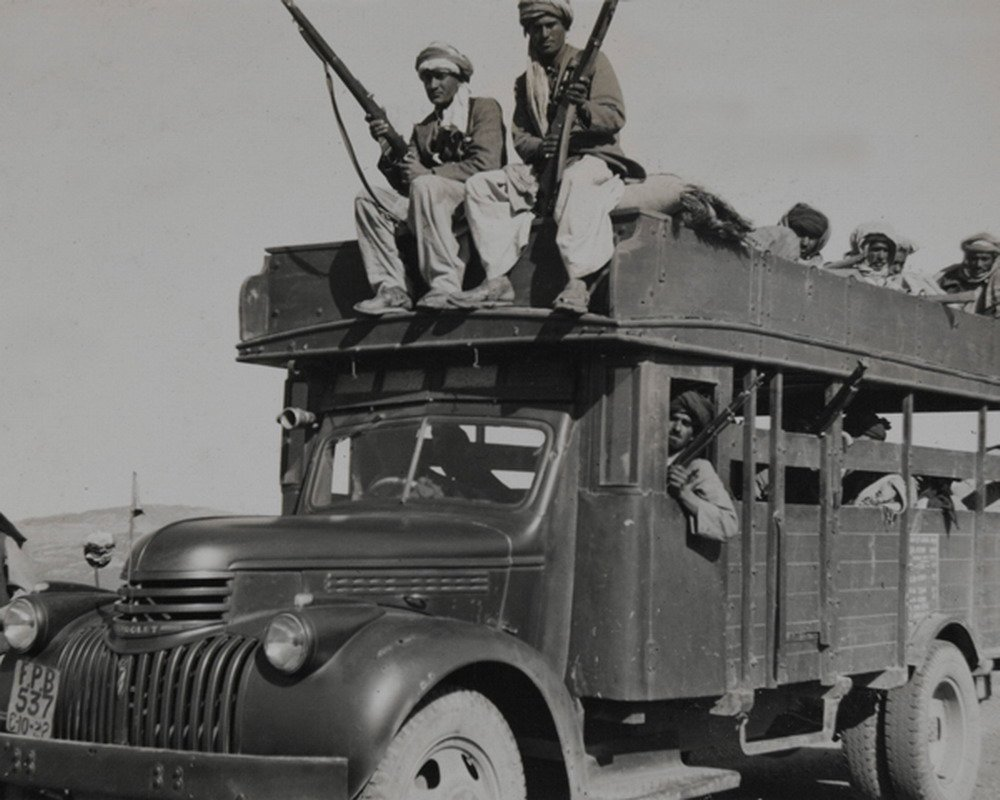
Guerreros pastunes de diferentes tribus en camino a Cachemira.

El 21 de octubre de 1947 tropas tribales de Waziristán apoyadas por las Fuerzas Armadas de Pakistán entran en Cachemira. El príncipe Hari Singh y el gobernador general Louis Mountbatten firman la unión del estado a la Unión de la India el 26, entrado sus tropas en la zona al día siguiente.
El 14 de agosto de 1948 los pakistaníes ocupan Skardu tras un sitio de ocho meses, mientras que en noviembre las tropas indias logran liberar la asediada Punch y tomar Dras y Kargil. El 1 de enero de 1949 se acuerda un alto el fuego.